# Straßenbahn Ch’ŏngjin
Die Straßenbahn Ch’ŏngjin ist das Straßenbahnsystem der nordkoreanischen Stadt Ch’ŏngjin und ist nach der Straßenbahn Pjöngjang das zweite des Landes. Sie deckt zusammen mit dem Oberleitungsbus Ch’ŏngjin den Großteil des öffentlichen Personennahverkehrs in der Stadt ab.

## Netz
Der reguläre Betrieb auf der normalspurigen und bis heute einzigen Linie Ch’ŏngjins wurde am 2. Juli 1999 aufgenommen. Sie war anfangs 4,8 Kilometer lang und wurde in der nächsten Ausbaustufe um 2,5 km auf 7,3 Kilometer erweitert. Die Straßenbahngleise sind jeweils neben beiden Rändern der Straßen geführt. In einer zweiten Ausbaustufe soll das System um weitere acht Kilometer verlängert werden, dies scheiterte bislang an fehlenden Mitteln. Der Betrieb kann aufgrund von Strommangel nicht immer aufrechterhalten werden. Das Depot befindet sich an der stadtwärtigen Endhaltestelle. Dort schließt die Straßenbahn an eine der beiden Oberleitungsbuslinien an, die die inneren Stadtteile Ch’ŏngjins bedienen.

## Fahrzeuge
Als Fahrzeuge werden vierachsige Großraumwagen, die optisch den Tatra T6B5 ähneln, sowie ein davon abgeleiteter sechsachsiger Gelenkwagen eingesetzt.